# Handige Harry
Handige Harry (kortweg HH) is een personage uit de televisieseries van Bassie en Adriaan, waarin hij een van de boeven is. Het personage werd gespeeld door Paul van Soest.

## Introductie
Handige Harry komt voor het eerst voor in de serie De Geheimzinnige Opdracht. De Baron staat er aan het begin van de serie alleen voor, en belt derhalve een oude bekende genaamd Harry op. Harry zit zonder werk, en sluit zich dus prompt aan bij de Baron. Hij brengt een anonieme collega mee, die de codenaam B100 krijgt. Handige Harry dankt zijn bijnaam aan het feit dat hij een knutselaar is. Hij houdt zich in de loop van de series vooral bezig met het maken van bommen, die hij zelf consequent "boemen" noemt. Verder steelt Handige Harry in de loop van de series veel auto's, maar met meer geluk dan wijsheid: meestal zijn het auto's waar de contactsleutels nog in zitten. Als Harry zelfstandig een auto probeert open te breken mislukt dit. 

## Handige Harry door de jaren heen

### De geheimzinnige opdracht (Op reis door Europa)
Zodra de Baron bekendmaakt dat hij zich wil wreken op Bassie en Adriaan, stelt Harry voor om een bomaanslag op ze te plegen. Handige Harry is echter niet zo handig als zijn naam suggereert, zodat de "boem" voortdurend op het verkeerde moment afgaat, omdat hij bijvoorbeeld een verkeerde draad aansluit, op het verkeerde knopje drukt of gewoon omdat hij wil demonstreren hoe de "boem" werkt. Ook andere plannen van Harry keren zich tegen hem en zijn bendegenoten, bij wie hij door zijn onhandigheid niet erg populair is. Dit komt ook omdat hij zijn blunders continu goedpraat met de slagzin: "Foutje moet kunnen." Dit tot grote woede van de Baron, die vaak slachtoffer van Harry's voortijdig ontploffende "boem" is, en Harry dan ook meerdere malen met geweld afstraft.

### De reis vol verrassingen (Op reis door Amerika)
In de serie De reis vol verrassingen leidt de onhandigheid van Harry tot grote problemen voor de drie boeven. In de eerste aflevering blaast hij per ongeluk het (gestolen) jacht van de Baron op (het jacht uit de vorige serie). Later in de serie verliest hij middenin Yosemite National Park zijn autosleutels, waarop hij probeert het autoslot met wat springstof eruit te blazen. Hij gebruikt echter te veel springstof met als gevolg dat hij de hele auto opblaast, zodat de drie boeven berooid door de bergen moeten lopen. Ook plakt hij B100 en de Baron aan een auto vast met sterke lijm, zodat ze er voortdurend achteraan moeten blijven lopen. Na een uur verloor de lijm echter zijn kracht en kwamen de boeven weer vrij.
Tegen het einde van de serie blijft Handige Harry achter de schermen opereren met een spionagevliegtuigje (een soort drone) dat hij zelf heeft gemaakt. Als Adriaan een val voor de boeven opzet op Sint-Maarten is Harry verlaat omdat hij een nieuwe boem moet maken. Hierop lokt Adriaan hem later alsnog naar het Nederlandse gedeelte van het eiland door de Baron na te doen.

## Trivia
- In de scènes uit De reis vol verrassingen die zich afspelen op Curaçao, Sint-Maarten en in Florida verlaat Handige Harry het hotel niet. De werkelijke reden is dat acteur Paul van Soest niet mee kon naar deze locaties omdat hij moest werken voor Theater van de Lach van John Lanting. De hotelscènes zijn opgenomen in Nederland. In sommige afleveringen is wel zijn stem te horen maar verschijnt hij niet in beeld. Harry's arrestatie aan het einde van de serie vindt dan ook buiten beeld plaats.
- In de Vlaamse jeugdserie Postbus X kwam ook een kleine crimineel voor die Handige Harry heette.